# Jorge Payá
Jorge Payá Rodríguez (Manresa, 10 de julio de 1963) fue un jugador español de waterpolo.

## Biografía
Su primer partido internacional fue en 1983, España Yugoslavia. Jugó en la selección nacional de waterpolo que ganó la medalla de oro en las Olimpiadas de Atlanta en 1996. 
El club al que más ha estado ligado ha sido el Club Natació Catalunya, como jugador, como entrenador con el que gana una copa del Rey (1997) y una liga (1998). En 2008 era el gerente del Club Natació Catalunya.

## Clubes
- Club Natació Manresa ( España)
- Club Natació Catalunya ( España)

## Títulos
Como jugador de club
- 1 Copas de Europa (1995)
- 1 Recopas (1992)
- 2 Supercopas de Europa (1992 y 1995)
- 4 Ligas (1990, 1992, 1993 y 1994)
- 3 Copas del Rey (1990, 1992 y 1994)

Como jugador de la selección española
- Medalla de Oro en los Juegos Olímpicos en Atlanta 1996
- Plata en el Campeonato del Mundo de Roma en 1994
- 6.º en los Juegos Olímpicos de Seúl en 1988
- Bronce en el Campeonato europeo de Roma en 1983

Como jugador del Club Natació Catalunya
- 1 Liga (1998)
- 1 Copa del Rey (1997)